# Бачка-Паланка
Бачка-Паланка (серб. Бачка Паланка / Bačka Palanka) — місто в Сербії, в автономному краї Воєводина, у Південно-Бацькому округу, центр громади Бачка-Паланка.

## Географія

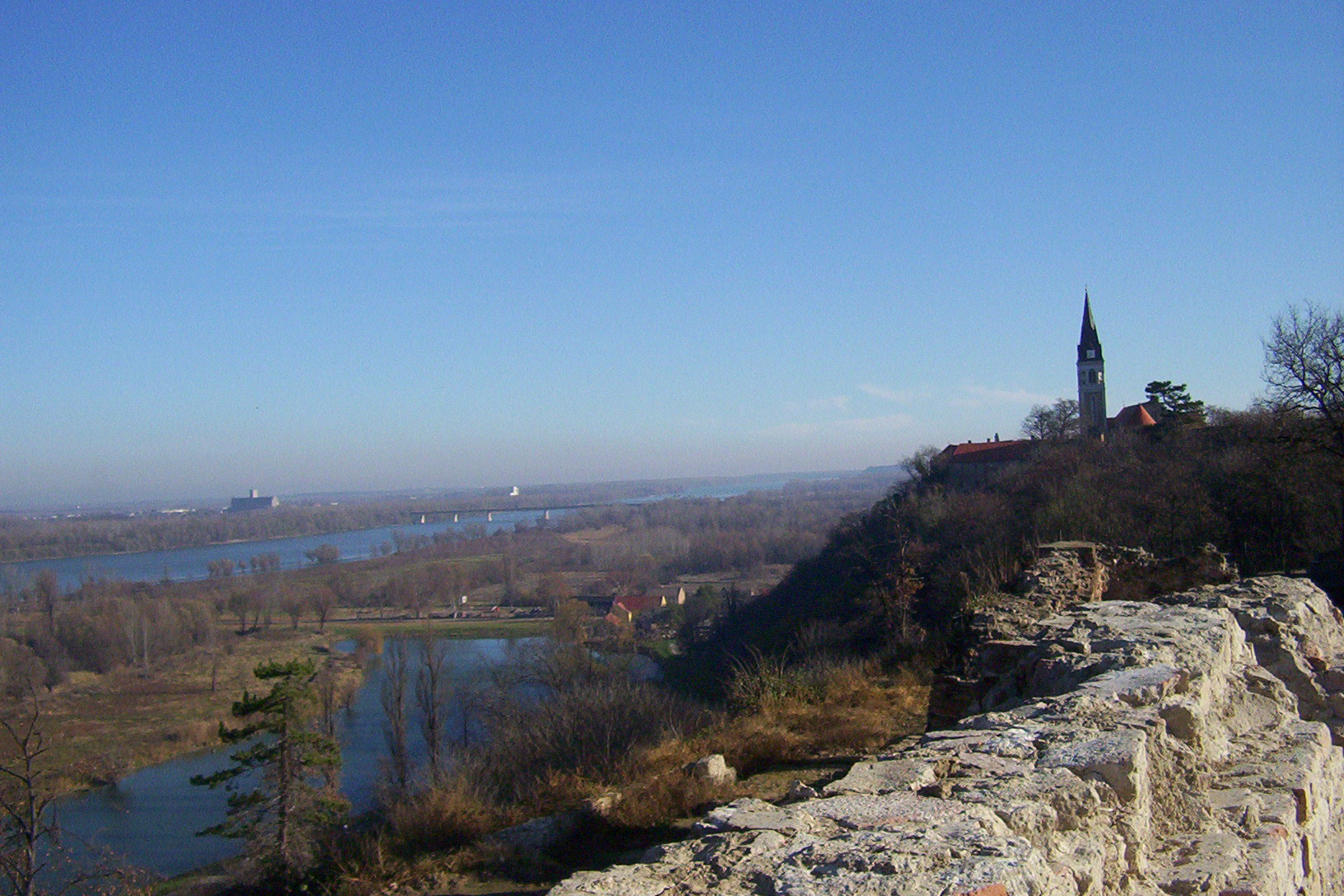
Вид на місто Бачка-Паланка, річку Дунай та прикордонний міст із міста Ілок (Хорватія)

Місто розташоване на південному заході краю Бачка, на березі річки Дунай, за 37 км від Нового Саду, на кордоні з Хорватією. Біля міста розташований прикордонний перехід у Хорватію, у місто Ілок — автомобільний міст через Дунай.

## Історія
Перші поселення тут виникли ще в XI столітті, а назва Паланка згадується в 1593 році. До 1916 року тут знаходилося три населених пункти: Стара Паланка, Нова Паланка та Німецька Паланка. Після закінчення Другої світової війни, наприкінці 1945 року і протягом 1946 сюди переселилося багато колоністів з інших регіонів Югославії.
В 2000-х роках, наприкінці свого життя тут оселився тяжкохворий старець монах Фадей Витовницький, тут він і помер в ніч на 1 (14) квітня 2003 року.

## Спорт
У місті є футбольний клуб Бачка, що виступає у нижчих лігах Сербії.

## Міста-побратими
- Отрадний, Росія
- Калуш, Україна

## Галерея

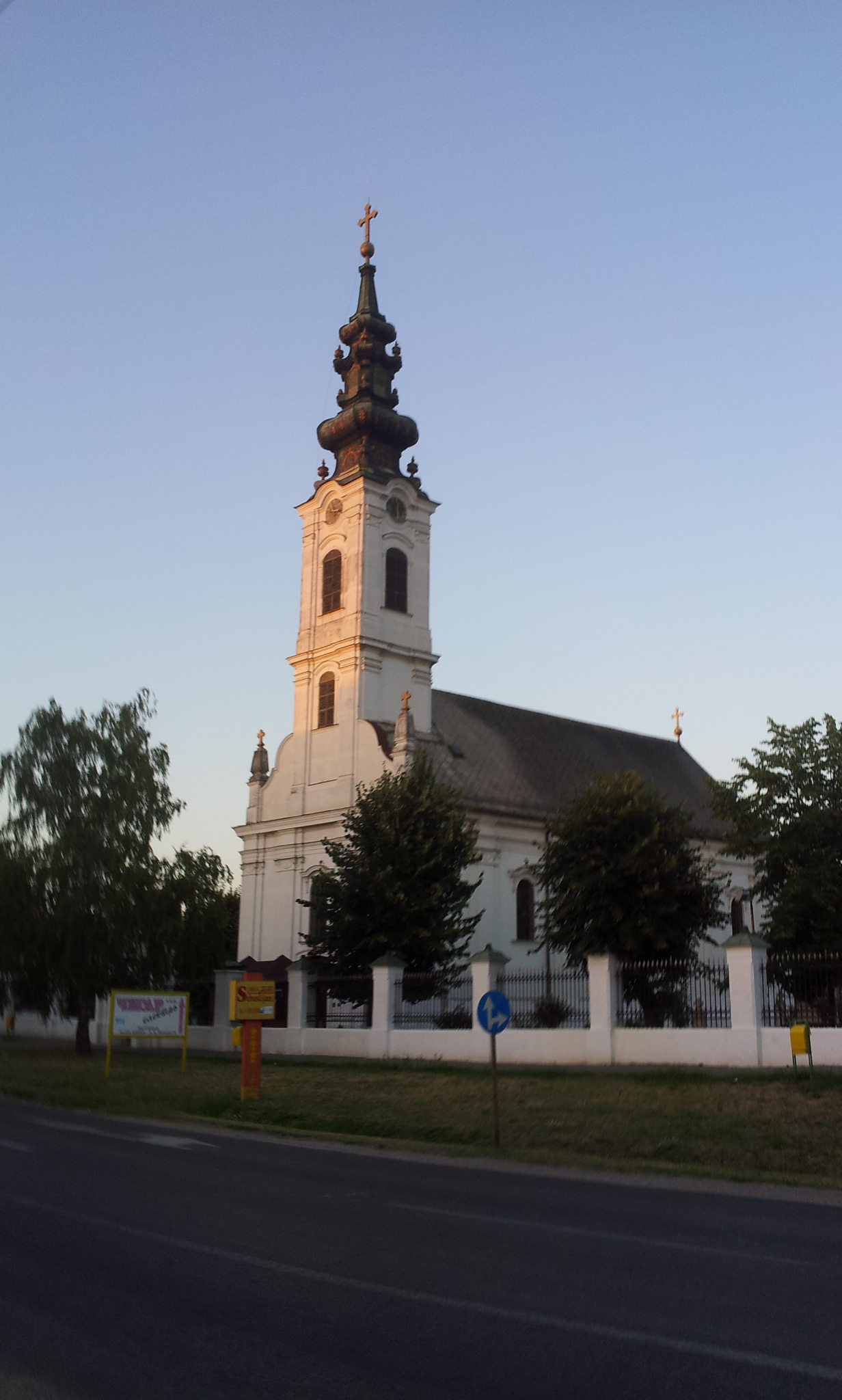
Православна церква св. Іоана Хрестителя
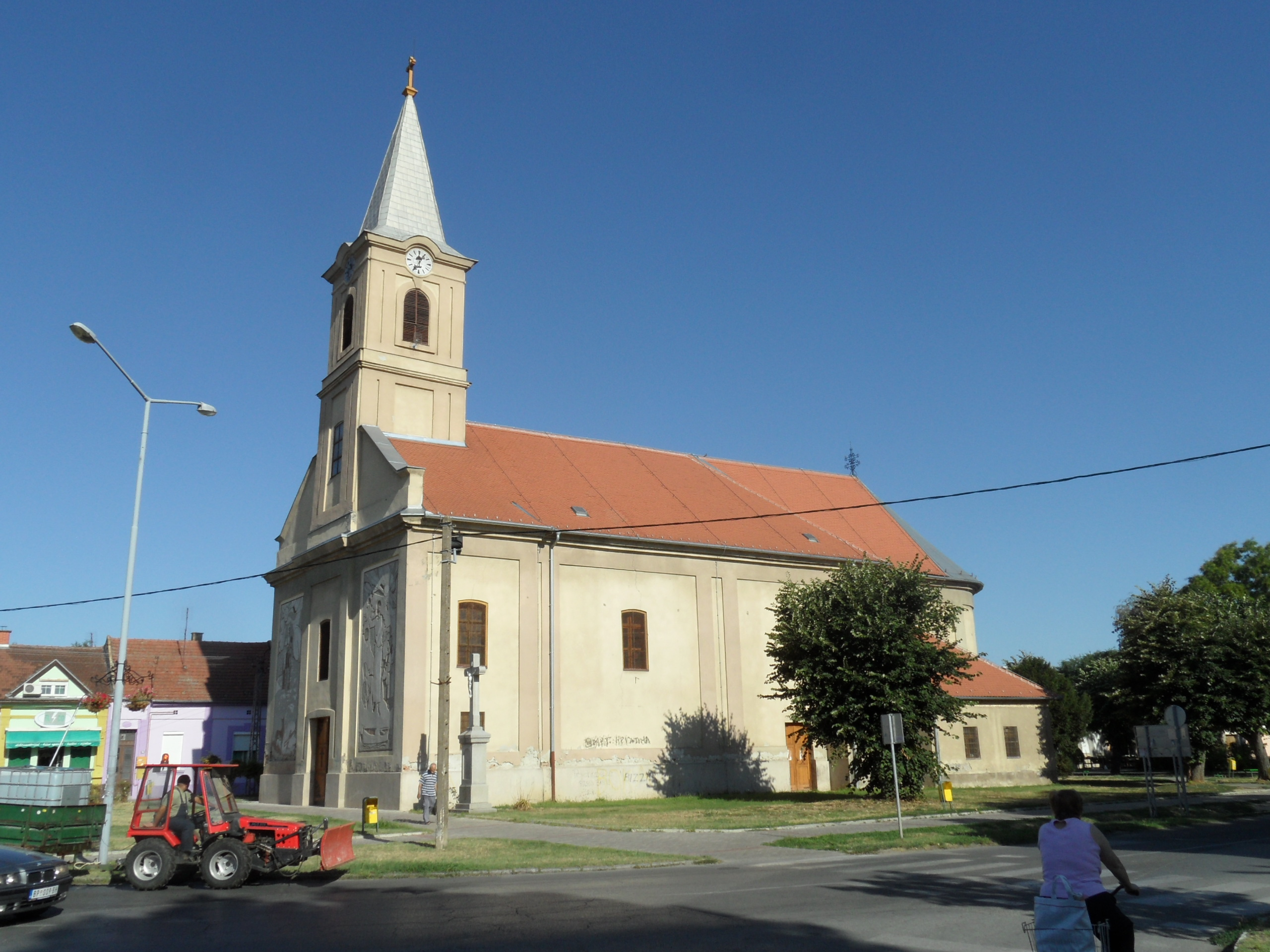
Римо-католицька церква
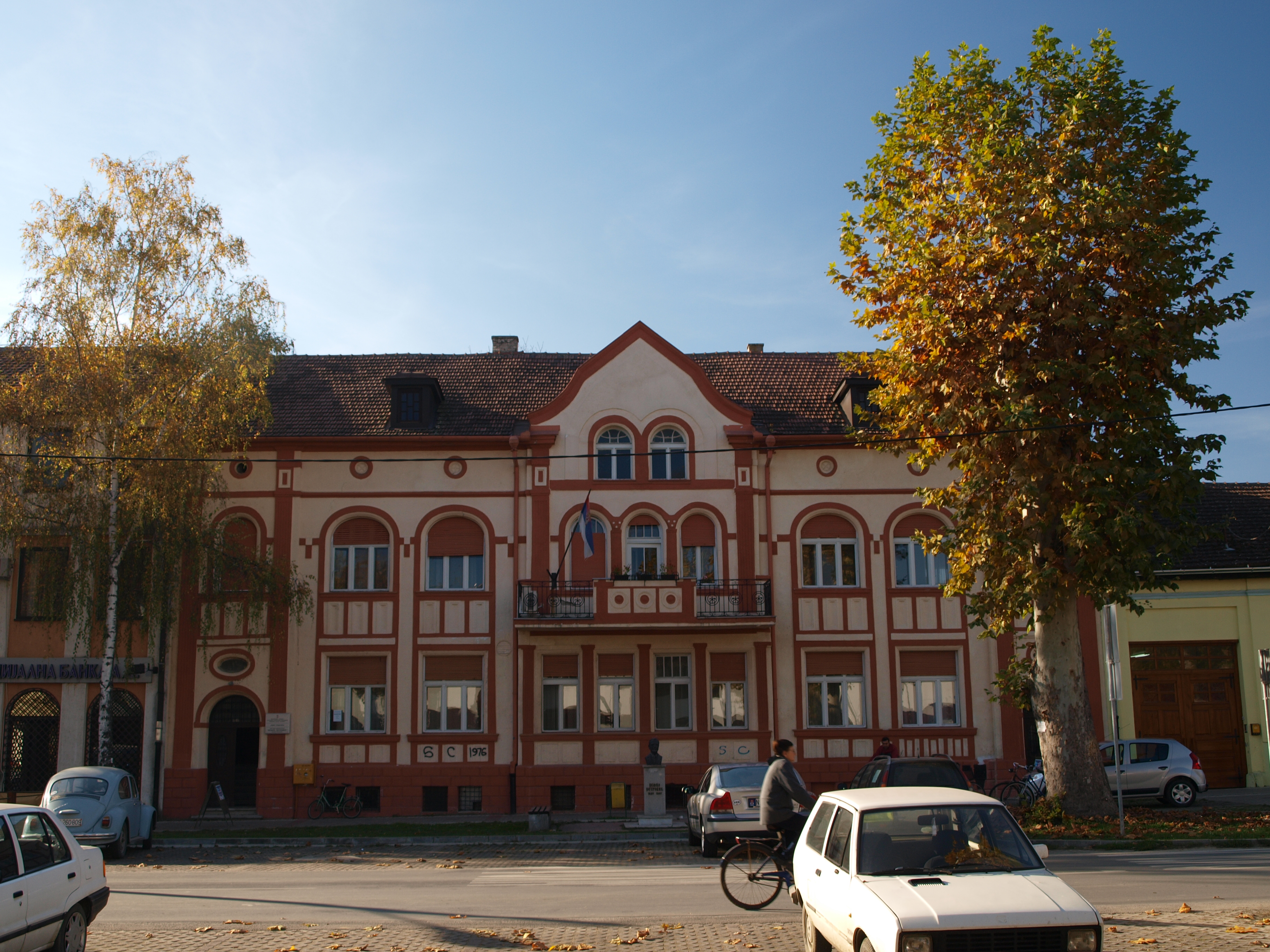
Бібліотека
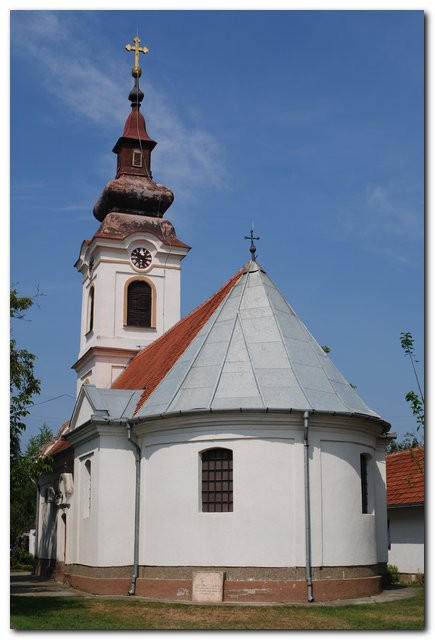
Храм св. великомученика Пантелеймона